# 小谷実可子
小谷 実可子（こたに みかこ、1966年8月30日 - ）は、東京都出身の女子アーティスティックスイミング選手、スポーツコメンテーター。本名・杉浦 実可子（旧姓・小谷）。スポーツビズ所属。ロシア人やアメリカ人などと比べると体つきが胴長の日本人は水中で技と美を競うシンクロナイズドスイミングでは不利といわれているが、その中で実績をあげた人物としても名高い。

## 経歴
- 渋谷区立神宮前小学校、桐朋女子中・高、日本大学文理学部卒業。
- 小学生の頃からシンクロナイズドスイミングに親しみ、1978年には日本代表として「カナダ年齢別選手権大会」でソロ、デュエットとも3位に入賞した。
- 1982年にアメリカのノースゲート・ハイスクールにシンクロ留学する。アメリカのナショナルチームを指導したゲイル・エメリーに師事する。
- 1985年、パンパシフィック水泳選手権でソロでは2位、デュエットでは優勝する。この年から全日本水泳選手権で4連覇を達成する。
- 1988年ソウルオリンピック開会式で日本選手団の旗手を務める。競技でもソロ、デュエット（田中京とのコンビ）でともに銅メダルを獲得した。日本代表選手団の旗手。都民栄誉賞、ビッグスポーツ賞、総理大臣銀杯受賞。
- 1989年スイス・オープンでソロ優勝。日本大学文理学部を卒業。
- 1990年ローマシンクロ大会、マジョルカ・オープン大会でソロ優勝。

1991年パース世界選手権はソロで銅メダル、高山亜樹とのデュエットではカナダのペアを破り、銀メダルを獲得。その後、休養宣言し、1998年長野オリンピックの招致活動などをしていた。
- 1992年バルセロナオリンピック前に現役復帰。これまでの実績が評価されて、シンクロ日本五輪代表としては日本人として初めて2大会連続で選ばれる。

バルセロナ五輪では試合直前まで奥野史子らと出場を競っていた。ソロは奥野史子が出場し、デュエットでは一時小谷と高山亜樹が出場予定と発表されたが、結局デュエット本番直前で奥野と高山が出場する事となったため、結局小谷の出番は無いままに終わった（ソロ・デュエット共に銅メダル獲得）。そのデュエット試合時の小谷は観客席から二人を見続けており、試合終了後小谷が涙を流すシーンが繰り返し放映された。
バルセロナ五輪後、小谷は現役引退を表明した。
第一線を退いてからはスポーツコメンテーター、日本オリンピック委員会広報員、長野オリンピック広報員、国際オリンピック委員を歴任する。また日本オリンピアンズ協会の理事を務めている。
- 1997年11月25日には国連総会に民間人として初めて出席。スポーツと平和に関連する議題で講演、長野冬季オリンピック開催期間中の停戦を求める「五輪停戦決議」を提議し、全会一致で採択された。
- 1999年、元陸上短距離選手で明海大学助教授（当時。2021年2月現在は同大学教授）の杉浦雄策と結婚。2001年2月に長女を出産、2006年8月に二女を出産。
- 2006年10月、政府の教育再生会議委員に就任。
- 2007年、国際水泳殿堂に表彰された。
- 2008年1月、グアム自然大使に任命。
- 2014年9月16日、日本中央競馬会非常勤監事に任命された[3][4]。
- 2015年、立教大学兼任講師に就任[5][6]。12月に22年ぶりのシンクロのショーに出演した[7]。
- 2016年1月25日、2016年リオデジャネイロオリンピック閉会式「フラッグハンドオーバーセレモニー」検討メンバー（アドバイス担当）に就任[8]。
- 2023年8月、10を超える役職と家庭を両立させながら世界マスターズ水泳選手権2023に挑戦したことが話題となった[9]。アーティスティックスイミングにチーム、ソロ、デュエットの3部門で出場。銀メダリストの藤丸真世と共にペアを組み、3枚の金メダルを獲得している。

## エピソード
ソウル五輪での小谷の演技を見たアメリカ人男性から「美しく泳ぐから、野生のイルカに会わせたい」と誘われたことがある。

## 家族
二女は2021年10月に芸能界デビューし、ホリプロに所属する俳優の宮下結衣。

## 出演

### テレビ番組
- 情報スペースJ（TBS）：スポーツコーナー
- 世界水泳（2001年 - 、テレビ朝日）
- 世界陸上（TBS）
- どうぶつ奇想天外!
- からだであそぼ（NHK教育）
- 鶴瓶の家族に乾杯（2006年7月、NHK総合）沖縄県大宜味村
- ハピふる!（2007年7月 - 2008年9月、フジテレビ）
- ソロモン流（2009年7月5日、テレビ東京）
- くらしのサプリ!集合!○○三姉妹（2013年2月 - 6月、BS朝日）
- 美活三姉妹〜くらしのサプリ〜（2013年7月 - 、BS朝日）
- 第24回JNN共同制作番組「世界水族館ものがたり」（2013年2月11日、テレビユー福島制作、JNN各局）：ナビゲーター
- 2016年リオデジャネイロオリンピック（2016年、フジテレビ）：オリンピアンキャスター（中継キャスター） [12]
- 奇跡のレッスン アーティスティックスイミング 小谷実可子（2022年11月22日、NHK BS1）

### テレビCM
- ミズノ「SPEEDO」（1988年）
- カルピス
- 国民年金基金
- ツムラ（2001年）
- グアム政府観光局（2007年）
- イオン（2008年）
- 阿須里家シリーズ（2013年10月より順次放送）武蔵丸光洋、織田信成、伊藤沙月と共演
  - コナミデジタルエンタテインメント「実況パワフルプロ野球2013」
  - アートネイチャー
  - 日本マイクロソフト「Windows 8.1」
- サントリー「セサミンEX」（2018年）
- 世界水泳福岡2023（2023年7月）：「シンフロ」メンバーとして[13]

### その他
- 2020年東京五輪招致会場紹介（英語版）

## 著書
- 『ドルフィン・ピープル』（1998年8月、近代文藝社）ISBN 4773362790
- 『一筆啓上―スポーツ見て歩記』（2004年7月、中日新聞社）ISBN 4806204838

## ビデオ
- 『どうぶつ奇想天外!・イルカとの絆』（1998年6月、TBS）